# کمپرسور رفت‌وبرگشتی

عمل‌کرد یک کمپرسور رفت‌وبرگشتی

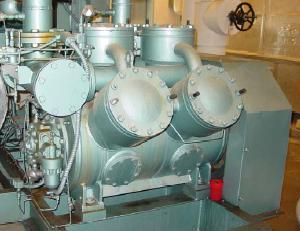
یک موتور محرک شش سیلندر دارای کمپرسور رفت‌وبرگشتی که می‌تواند با دو، چهار یا شش سیلندر کار کند.

کمپرسور رفت‌وبرگشتی یا کمپرسور پیستونی به کمپرسورهایی با جابه‌جایی مثبت گفته می‌شود که در آن حرکتی دورانی میل لنگ به وسیله شاتون ها به حرکت رفت و برگشتی تبدیل شده و به پیستون ها منتقل می شود و باعث رساندن گاز به فشار بالا می گردد.
گاز ورودی وارد منیفولد مکش می‌شود و پس از آن، جریان گاز به درون سیلندر تراکم برده می‌شود؛ جایی که توسط حرکت رفت‌وبرگشتی پیستون و میل‌لنگ فرایند فشرده‌سازی روی آن انجام می‌گیرد و سپس از این محفظه خارج می‌شود. از این نوع پیستون‌ها در پالایشگاه‌های نفتی، خطوط انتقال گاز، واحدهای شیمیایی، واحدهای پالایشگاهی گاز طبیعی و سیستم‌های تبرید استفاده می‌شود. هم‌چنین از این نوع کمپرسورها به‌طور ویژه در قالب‌گیری بطری‌های پلاستیکی از جنس پلی‌اتیلن ترفتالات (PET) استفاده می‌شود.

## عملکرد ساده یک کمپرسور رفت و برگشتی
کمپرسورهای رفت و برگشتی مانند موتور اتومبیل کار می کنند. پیستون در داخل سیلندر حرکت تناوبی دارد و در هر رفت و آمد گاز مبرد داخل سیلندر تحت فشار قرار گرفته و موقعی که فشار آن به حد لازم رسید از طریق سوپاپ ها که به وسیله فنری بسته نگاه داشته می شوند از کمپرسور خارج می گردد. لذا در هر طرف پیستون در کمپرسور یک قسمت با فشارکم است که گاز اواپراتور وارد می شود و یک قسمت با فشار زیاد که گاز پس از تراکم شدن از آنجا خارج میشود. در واقع عمل کمپرسور عکس موتور اتومبیل است بدین معنی که در موتور خودرو گاز فشرده و محترق و منبسط می گردد و در اثر انبساط پیستون را به حرکت در آورده و میل لنگ را می چرخاند ولی در کمپرسورهای رفت و برگشتی تبرید میل لنگ که پیستون ها به آن متصل است توسط جریان برق یا الکترو موتور به حرکت درآمده و پیستون ها گاز داخل سیلندر را تحت فشار قرار داده و بیرون می فرستند.

### دامنه کاربرد
کمپرسورهای رفت و برگشتی با تنوع زیادی در مدل و مشخصات فنی و نوع مبردی که مورد استفاده قرار می گیرند توسط شرکت های سازنده کمپرسور تولید و به بازار عرضه می شوند. کمپرسورها در محدوده دمای تبخیر 5/12 تا 60- درجه سانتیگراد در سیستم های مختلف تبرید و تهویه مطبوع قادر بکار می باشند.

### انواع
کمپرسورهای رفت و برگشتی که در صنعت تبرید مورد استفاده قرار می گیرند از نظر ساختمان به سه دسته تقسیم بندی شده اند:
- کمپرسورهای نوع بسته یا هرمتیک (Hermetic Compressor) : کمپرسور هرمتیک که الکتروموتور محرک آن با بخش مکانیکی در یک پوسته آب بندی شده قرار گرفته است و چون پوسته آن جوشی و غیر قابل تعمیر است به آن “کمپرسور بسته” می گویند.
- کمپرسورهای نوع نیمه بسته  (Semi- Hermetic Compressor) : کمپرسورهایی که تحت عنوان نیمه بسته نام گذاری شده اند به نحوی طراحی و ساخته شده اند که در صورت نیاز کلیه قطعات داخلی آنها شامل سر سیلندر – سوپاپ ها – میل لنگ – پیستون – شاتون – رتور و استاتور به آسانی قابل تعمیر و تعویض باشند.
- کمپرسورهای نوع باز (Open Type Compressor)

در کمپرسورهای پیستونی دارای سیال مایع یونیزه شده (نمک‌های گداخته شده)، بسیاری از اجزای آب‌بندی و یاتاقان‌ها در طراحی حذف می‌شود تا مایع یونیزه شده با گاز مخلوط نشود. در مقایسه با کمپرسورهای دیافراگمی، مدت زمان کارایی مفید و عدم نیاز به سرویس‌کاری دستگاه، چیزی بیش از ۱۰ برابر است و این یعنی کاهش هزینه‌های نگه‌داری و هزینه‌های مصرف انرژی که معادل بیش از ۲۰ درصد صرفه‌جویی است. در این کمپرسورها به این دلیل که گرمای تولید شده در سیلندر توسط بخش تولیدکننده مجدداً مصرف می‌شود، مبدل‌های حرارتی‌ای که به‌طور معمول در کمپرسورهای پیستونی استفاده می‌شوند، حذف شده‌است. در این گونه کمپرسورها تقریباً تمام انرژی‌ای که به سیستم داده می‌شود، با اتلافات ناچیز حرارتی، صرف انجام کار فرایند می‌شود.
برخلاف کمپرسور اسکرو، کمپرسور پیستونی توانایی بالایی در فشرده سازی هوا دارد و اصولا بوستر کمپرسور ها و کمپرسور های فشار قوی از این کمپرسور می باشد.